# 科克苏林场
科克苏林场，是中华人民共和国新疆维吾尔自治区伊犁哈萨克自治州特克斯县下辖的一个乡镇级行政单位。

## 行政区划
科克苏林场下辖以下地区：
林场虚拟生活区。